# Achillea sipikorensis
Achillea sipikorensis là một loài thực vật có hoa trong họ Cúc. Loài này được Hausskn. & Bornm. mô tả khoa học đầu tiên năm 1917.